# Clara Guerrero Londoño
Clara Juliana Guerrero Londoño (Armenia, Colômbia, 22 de abril de 1982) é uma jogadora de boliche colombiana. Foi eleita pelo Jornal El Espectador como a esportista do ano em 2009 e entrou no Hall da Fama do Boliche Orbital em 2010.

## Conquistas
- 1999 FIQ World Championships, (Medalha de Prata) - Evento por equipes
- 1999 Jogos Pan-Americanos (Medalha de Prata) - Evento por Equipes
- 2000 AMF Bowling World Cup (Segundo lugar)
- 2000 World Amateur Player of the Year - World Bowling Writers
- 2001 FIQ American Zone Championships (Medalha de Ouro) - Evento de Duplas
- 2002 World Amateur Ranking (Terceiro lugar)
- 2002 Tournament of the Americas (Medalha de Ouro) - Evento de Duplas
- 2002 Campeã Nacional de Boliche da Colômbia
- 2003 Jogos Pan-Americanos (Medalha de Bronze) - Evento de Duplas e Individual
- 2003 Vice-campeã Nacional da Colômbia
- 2003 Membro do World Team Challenge Regional Champion
- 2004 World Ranking Masters, Moscou, Rusia (Quinto lugar)
- 2004 Campeã Nacional de Boliche da Colômbia
- 2005 Campeã Nacional de Boliche da Colômbia
- 2005 Incluída no American Ranking Zone Champion
- 2005 Membro oficial do Wichita State National Championship Team
- 2005 World Ranking Masters (Medalha de Ouro)
- 2004-2005 Eleita no primeiro lugar do American Bowling Ranking
- 2005 Campeã Nacional de Boliche da Colômbia(Todos os eventos)
- 2005 Membro da Equipe de Boliche da Colômbia
- 2006 Membro da Equipe de Boliche da Colômbia
- 2006 Segundo lugar no Women's Challenge
- 2006 Campeã do Panama Invitational Tournament em Boliche
- 2007 Campeonato Nacional de Boliche (Medalha de Ouro) - Individual
- 2007 Campeonato Nacional de Boliche (Medalha de Prata) - Evento de Trios
- 2007 Campeonato Nacional de Boliche (Medalha de Bronze) - Evento de Duplas
- 2007 Vice-campeã Nacional de Boliche da Colômbia - Todos os eventos
- 2007 Exempt bowler del 2007-2008 - Women's Series
- 2008 Finalista del U.S Women's Open
- 2008 The Pepsi Viper Championship Women's Series (Sétimo lugar)
- 2008 Chameleon Championship Women's Series (Oitavo lugar)
- 2008 Cheetah Championship Women's Series (Quinto lugar)
- 2008 Jogos Nacionais da Colômbia(Medalha de oro)
- 2008 Exempt Bowler 2008 - 2009 - Women's Series
- 2009 The Don and Paula Carter Mixed Doubles Championship Women's Series (Sétimo lugar)
- 2009 Campeã com a Equipe Nacional de Trial
- 2009 Campeã do Women's USBC tournament, (Medalha de oro) - Evento de Duplas
- 2009 The Women's World Championships, (Individuales)
- 2009 Campeona mundial del Women's world Championships (Todos os eventos)
- 2009 Obtém a pontuação mais alta de três séries de todos os Campeonatos Mundiais de Boliche(Recorde mundial)
- 2009 Campeã do World Women's Masters Champion
- 2009 Primeira mulher a ganhar o Campeonato Mundial tanto no Women's All-Events (Todos os eventos) como Women's Master
- 2009 Obtém a pontuação mais alta da história do Campeonato Mundial de Boliche(Recorde mundial)
- 2009 Campeã do Columbia 300 Vienna Open
- 2009 Exempt Bowler em 2009 - 2010 Women's Series
- 2009 Jogos Bolivarianos (Medalha de prata) - Eventos Individuais
- 2009 Jogos Bolivarianos (Medalha de ouro) - Trios, Equipe e Equipe em Todos os Eventos
- 2009 Jogos Bolivarianos (Medalha de ouro) - Todos os Eventos
- 2009 Jogos Bolivarianos (Medalha de prata) - Masters
- 2009 Desportista do Ano da Colômbia
- 2010 Jogos Sul-Americanos (Medalha de Ouro) - Individual